# Kotzebue
Kotzebue är en stad i Alaskas Northwest Arctic Borough. Enligt 2005 års folkräkning hade staden 3 237 invånare, av vilka majoriteten är inuiter. Staden är döpt efter upptäcktsresanden Otto von Kotzebue. 

## I media
Staden och området i staden figurerar i filmen Salmonberries (1991, regi av Percy Adlon), där k.d. langs rollfigur fått namnet Kotzebue.